# Abolfazl Jalili
Abolfazl Jalili (en persa: ابوالفضل جلیلی‎, Saveh, 23 de junio de 1957) es un director de cine y guionista iraní. Es considerado uno de los miembros de la nueva ola iraní. Jalili estudió dirección en el Instituto iranñi de Arte dramático. Posteriormente trabajó en la televisión nacional iraní (IRIB), donde produjo diferentes pekñiculas infantiles. 

## Filmografía
- 1983 Milad
- 1985 Spring
- 1987 Scabies
- 1994 Det Means Girl
- 1996 A True Story
- 1992-1998 Dance of Dust
- 1998 Don
- 1999 Tales of Kish (The Ring)
- 2001 Delbaran
- 2003 Abjad
- 2005 Full or Empty
- 2007 Hafez (Iran-Japan / 35 mm / colour / 98min.)

## Premios y distinciones
Festival Internacional de Cine de Venecia
| Año  | Categoría                    | Película         | Resultado |
| ---- | ---------------------------- | ---------------- | --------- |
| 1995 | Premio Osella al mejor guion | Det Yani Dokhtar | Ganador   |

Festival Internacional de Cine de San Sebastián
| Año  | Categoría               | Película | Resultado |
| ---- | ----------------------- | -------- | --------- |
| 1998 | Premio del jurado       | Don      | Ganador   |
| 1998 | Premio a la solidaridad | Don      | Ganador   |

Festival de Cine de Roma
| Año  | Categoría              | Película | Resultado |
| ---- | ---------------------- | -------- | --------- |
| 2007 | Gran Premio del Jurado | Hafez    | Ganador   |

- Montgolfiere de Oro, Festival Tres Continentes de Nantes, 2001.
- Premio Don Quixote, Festival Internacional de Cine de Locarno, 1999.
- Leopardo de plata, Festival Internacional de Cine de Locarno, 1998.
- Montgolfiere de Oro, Festival Tres Continentes de Nantes, 1996.